# Großvatertanz
Der Großvatertanz (oder einfach Der Großvater, später auch Großvaterlied) ist ein traditionelles deutsches Tanz- und Volkslied, dessen Ursprünge im 17. Jahrhundert vermutet werden.

## Überlieferung als Tanzlied
Der Tanz wurde erstmals 1717 vom sächsischen Tanzmeister Gottfried Taubert (1670–1746) erwähnt. Da die Aufzeichnung auf Jugenderinnerungen von Taubert zurückgehen soll, dürfte der Tanz schon im 17. Jahrhundert in Deutschland verbreitet gewesen sein.
Die Melodie besteht in der ursprünglichen Tanzfassung aus drei Teilen. Der erste Teil ist ein langsamer, getretener Tanz im Dreiertakt. Die beiden anderen Phrasen bilden zusammen einen schnellen Rundtanz im 2/4-Takt.
Die Audiowiedergabe wird in deinem Browser nicht unterstützt. Du kannst die Audiodatei herunterladen.
Das Melodiemodell findet sich auch in dem Volkslied Es ritten drei Reiter zum Tore hinaus wieder, das seinerseits die Vorlage für Es klappert die Mühle am rauschenden Bach bildete.
Der Volkstanz hat die Form eines Reigens, der paarweise getanzt wird. Viele Jahre wurde das Lied regelmäßig am Ende von Hochzeitsfeiern gespielt und getanzt und als „Kehrab“ bzw. „Kehraus“ bekannt. Dazu wurde vielerorts auch der oben abgedruckte Text gesungen.

## Neutextierungen des 19. Jahrhunderts
Anfang des 19. Jahrhunderts wurden zwei dem Lied neu unterlegte Textfassungen veröffentlicht: Die eine stammt von Klamer Eberhard Karl Schmidt (1794, 1802 gedruckt), die andere dichtete der Berliner Schriftsteller August Friedrich Ernst Langbein (1812) in „Anlehnung an die viel ältere Tanzweise“. Langbeins Text versucht, humorvoll Kritik an der „modernen“ Zeit und den Geschlechterverhältnissen zu üben. Als Liedmelodie war nur der langsame Teil des ursprünglichen Tanzes übrig geblieben.
Die Audiowiedergabe wird in deinem Browser nicht unterstützt. Du kannst die Audiodatei herunterladen.
Volksliedfassung, mit der ersten Strophe von A. F. E. Langbein.
| Text von Klamer Schmidt (1794) | Text von August Langbein (1812) |
| --- | --- |
| Der Großvatertanz. Nach allbekannter Melodie. Und als der Großvater die Großmutter nahm, Da war der Großvater ein Bräutigam, und die Großmutter eine Braut. Da hinkte der folgende Tag daher; Da war der Großvater kein Bräutigam mehr, Und die Großmutter keine Braut. — Drum, Bräutigam und Braut, wohlauf! Der Tag ist euer, es gilt darauf! Und nach dem Tage kommt die Nacht! Bald hinkt der morgende Tag daher; Dann ist der Jüngling kein Bräutigam mehr, Dann ist das Mädchen keine Braut. Dann spielt kein Geiger, dann rauscht kein Tanz; Er lächelt und parentiert den Kranz; Sie senkt verschämt das Aeugelein. — Drum auf, wohlauf zum Ehrensprung! Der Brauttag wird nur einmal jung: Und – weißt du, wo wir morgen sind? | Das Großvaterlied. Nach der bekannten Tanzweise Als der Großvater die Großmutter nahm, Da wußte man nichts von Mamsell und Madam. Die züchtige Jungfrau, das häusliche Weib, Sie waren ächt deutsch noch an Seel und an Leib. Als der Großvater die Großmutter nahm, Da herrschte noch sittig verschleierte Schaam. Man trug sich fein ehrbar und fand es nicht schön, In griechischer Nacktheit auf Straßen zu gehn. Als der Großvater die Großmutter nahm, Da war ihr die Wirthschaft kein niedriger Kram. Sie las nicht Romane, sie gieng vor den Heerd, Und mehr war ihr Kind als ein Schooßhund ihr werth. Als der Großvater die Großmutter nahm, Da war es ein Biedermann, den sie bekam. Ein Handschlag zu jener hochrühmlichen Zeit, Galt mehr als im heutigen Leben ein Eid. Als der Großvater die Großmutter nahm, Da ruh’te die Selbstsucht, gefesselt und zahm. Sie war nicht, entbrochen den Banden der Scheu, Wie jetzo, ein alles verschlingender Leu. Als der Großvater die Großmutter nahm, Da war noch die Thatkraft der Männer nicht lahm. Der weibliche Zierling, der feige Phantast, Ward selbst von den Frauen verhöhnt und gehaßt. Als der Großvater die Großmutter nahm, Da rief noch der Vaterlandsfreund nicht voll Gram: O, gäbe den Deutschen ein holdes Geschick Die glücklichen Großvaterzeiten zurück! |

Der Volksliedforscher Franz Magnus Böhme charakterisierte beide Textfassungen 1886 als „lange und langweilige Kunstdichtungen“. Carl Gottlieb Hering schuf eine Neuvertonung von Langbeins Text.

## Zitate in anderen Werken
Johann Sebastian Bach zitierte den schnellen Teil des Tanzes („Mit dir und mir ins Federbett …“) 1742 in seiner Bauernkantate Mer hahn en neue Oberkeet (BWV 212) im Instrumentalsatz des Rezitativs Nr. 3 („Nu, Mieke, gib dein Guschel immer her“).
Louis Spohr verwendete das Lied auf Wunsch des Kurfürsten Wilhelms II. von Hessen, als er 1825 einen Festmarsch für die Hochzeit von Prinzessin Marie von Hessen mit dem Herzog von Sachsen-Meiningen schrieb.
Für Robert Schumann war der Großvatertanz eines seiner meistzitierten Fremdmotive. Er zitierte ihn in einer ganzen Reihe von Werken, darunter:
- Im letzten Abschnitt der Papillons op. 2 (1831) und
- im letzten Stück des Carnaval op. 9 mit dem Titel Marche des Davidsbündler contre les Philistins (1834–35), wo er die Melodie als „Thème du XVIIème siècle“ (Thema aus dem 17. Jahrhundert) bezeichnet.
- Im Faschingsschwank aus Wien op. 26 rahmt der Großvatertanz ein Zitat der Marseillaise ein.
- In Winterszeit (Nr. 39) aus dem Album für die Jugend op. 68 erscheinen die Motive der beiden Tanzteile ineinander verwoben.
- Weitere Zitate finden sich u. a. im Intermezzo op. 4,1; Impromptu op. 5,10; Kreisleriana op. 16; Die Stille (Nr. 4) und Im Walde (Nr. 11) aus dem Liederkreis op. 39; Der Spielmann op. 40,4; Der arme Peter op. 53,3; Arie des Siegfried aus Genoveva op. 81; Märchenbilder op. 113,2; Albumblätter op. 124,3.

Pjotr Iljitsch Tschaikowski zitiert die Melodie im 1. Akt seines Balletts Der Nussknacker (1892). Es erscheint am Ende der Weihnachtsfeier. Tschaikowski war ein großer Bewunderer von Schumanns Musik, aber es ist nicht klar, ob das Zitat eine Art Hommage an Schumann war oder ob er damit nur den Abschluss eines glücklichen Familienereignisses darstellen wollte.
In jüngerer Zeit hat der deutsche Komponist Jörg Widmann den Großvatertanz in seinem dritten Streichquartett Jagdquartett (2003) zitiert.

## Trivia
Eine Abwandlung des Zitats verwendete der österreichische Karikaturist Paul Flora 1971 als Titel für einen Auswahlband seiner Zeichnungen: Als der Großvater auf die Großmutter schoss.